# Pacifigorgia tabogae
Pacifigorgia tabogae is een zachte koraalsoort uit de familie Gorgoniidae. De koraalsoort komt uit het geslacht Pacifigorgia. Pacifigorgia tabogae werd in 1928 voor het eerst wetenschappelijk beschreven door Hickson. 